# محتوى مكرر
المحتوى المكرر (بالإنجليزية: Duplicate Content)‏ هو مصطلح يستخدم في مجال تحسين محرك البحث لوصف المحتوى الذي يظهر في أكثر من صفحة ويب. يمكن أن يكون المحتوى المكرر جزءًا أساسيًا من المحتوى داخل أو عبر النطاقات ويمكن أن يكون إما مكررًا تمامًا أو متشابهًا إلى حد كبير.  عندما تحتوي على عدة صفحات أساسا نفس المضمون، محركات البحث مثل جوجل و بينج يمكن معاقبة أو وقف عرض الموقع نسخ في أي نتائج البحث ذات الصلة.

## الأنواع

### غير الضار
قد يشتمل المحتوى المكرر غير الضار على أشكال مختلفة من الصفحة نفسها، مثل الإصدارات المحسّنة لـ HTML العادي، أو الأجهزة المحمولة، أو ملائمة الطابعة، أو عناصر المتجر التي يمكن عرضها عبر عدة عناوين URL مميزة.  يمكن أن تظهر مشكلات المحتوى المكرر أيضًا عندما يكون الوصول إلى الموقع متاحًا ضمن نطاقات فرعية متعددة، مثل "www." أو بدونها. أو حيث تخفق المواقع في معالجة الشرطة المائلة اللاحقة لعناوين URL بشكل صحيح.  المصدر الشائع الآخر للمحتوى المكرر غير الضار هو ترقيم الصفحات، حيث يتم تقسيم المحتوى و / أو التعليقات المقابلة إلى صفحات منفصلة.
المحتوى المنشور هو شكل شائع من المحتوى المكرر. إذا قام موقع ما بترويج محتوى من مواقع أخرى، فمن المهم بشكل عام التأكد من أن محركات البحث يمكنها معرفة أي إصدار من المحتوى هو الأصلي حتى يتمكن المحتوى الأصلي من الحصول على فوائد المزيد من التعرض من خلال نتائج محرك البحث.  طرق القيام بذلك وجود وسم الرابط القانوني rel = canonical في الصفحة المرخصة تشير إلى الأصل، أو عدم فهرسة النسخة المرخصة، أو وضع رابط في النسخة المرخصة يؤدي إلى المقالة الأصلية. في حالة عدم تنفيذ أي من هذه الحلول، يمكن التعامل مع النسخة المرخصة على أنها الأصل والحصول على الفوائد.

### الضار
يشير المحتوى المكرر الضار إلى المحتوى الذي يتم تكراره عمدًا في محاولة للتلاعب بنتائج البحث واكتساب المزيد من حركة المرور. يُعرف هذا باسم البحث عن الرسائل غير المرغوب فيها. هناك عدد من الأدوات المتاحة للتحقق من تفرد المحتوى.  في بعض الحالات، تعاقب محركات البحث تصنيف الصفحات المسيئة والمواقع الفردية في صفحات نتائج محرك البحث (SERPs) للمحتوى المكرر الذي يعتبر «غير مرغوب فيه».